# Þór (navire)
Pour les articles homonymes, voir Thor (homonymie).
Le Þór, ou Þór IV, est un navire patrouilleur islandais. Il est le navire amiral de la Garde-côtes d'Islande depuis son armement le 23 septembre 2011. 
Il a été commandé par le gouvernement islandais le 1er décembre 2006 et il est lancé le 29 avril 2009. Sa livraison est retardée en raison du tremblement de terre qui touche le Chili en février 2010. Les principales missions du navire sont la surveillance la Zone économique exclusive de l'Islande et la recherche et le sauvetage en mer.

## Galerie

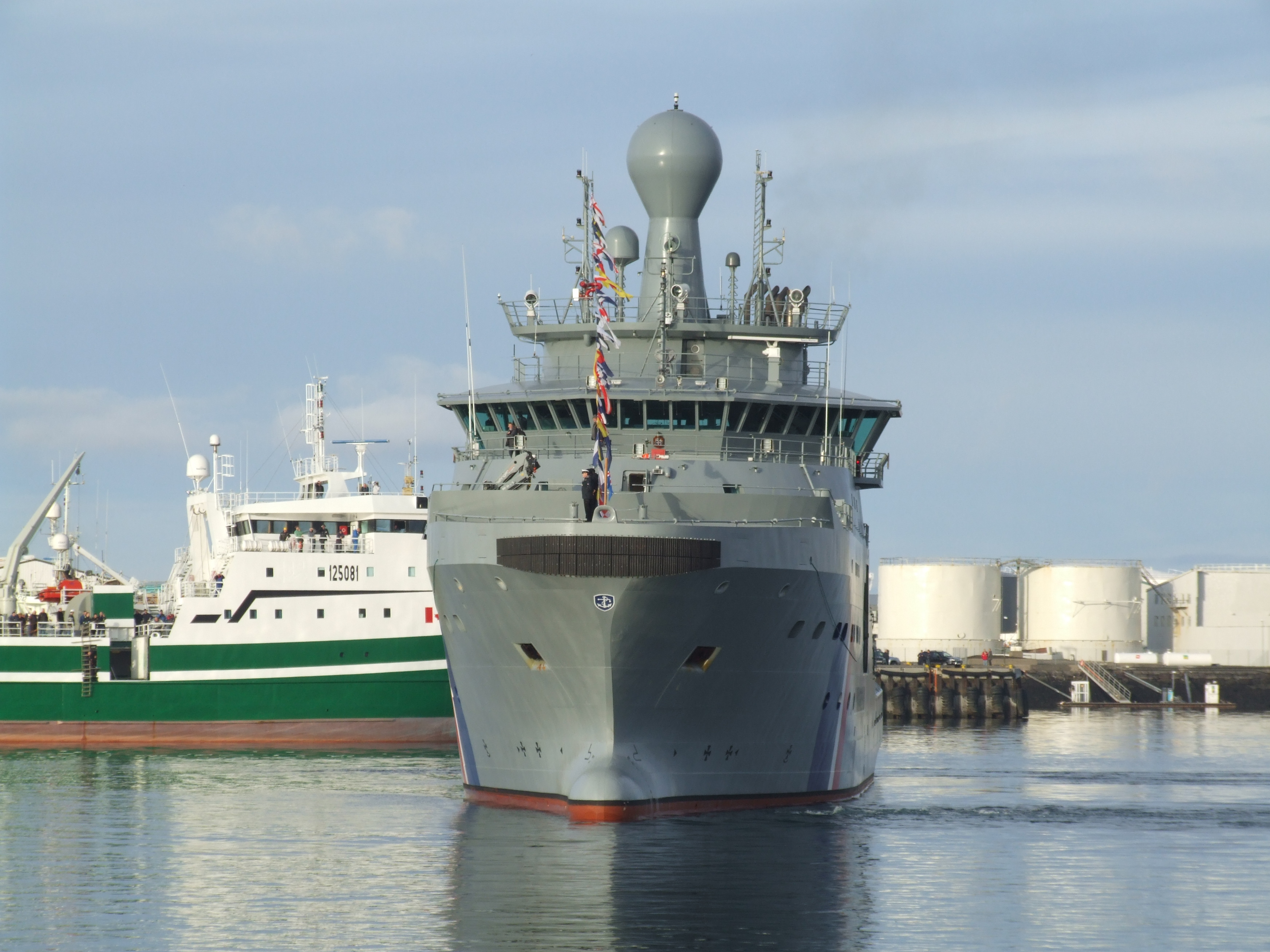
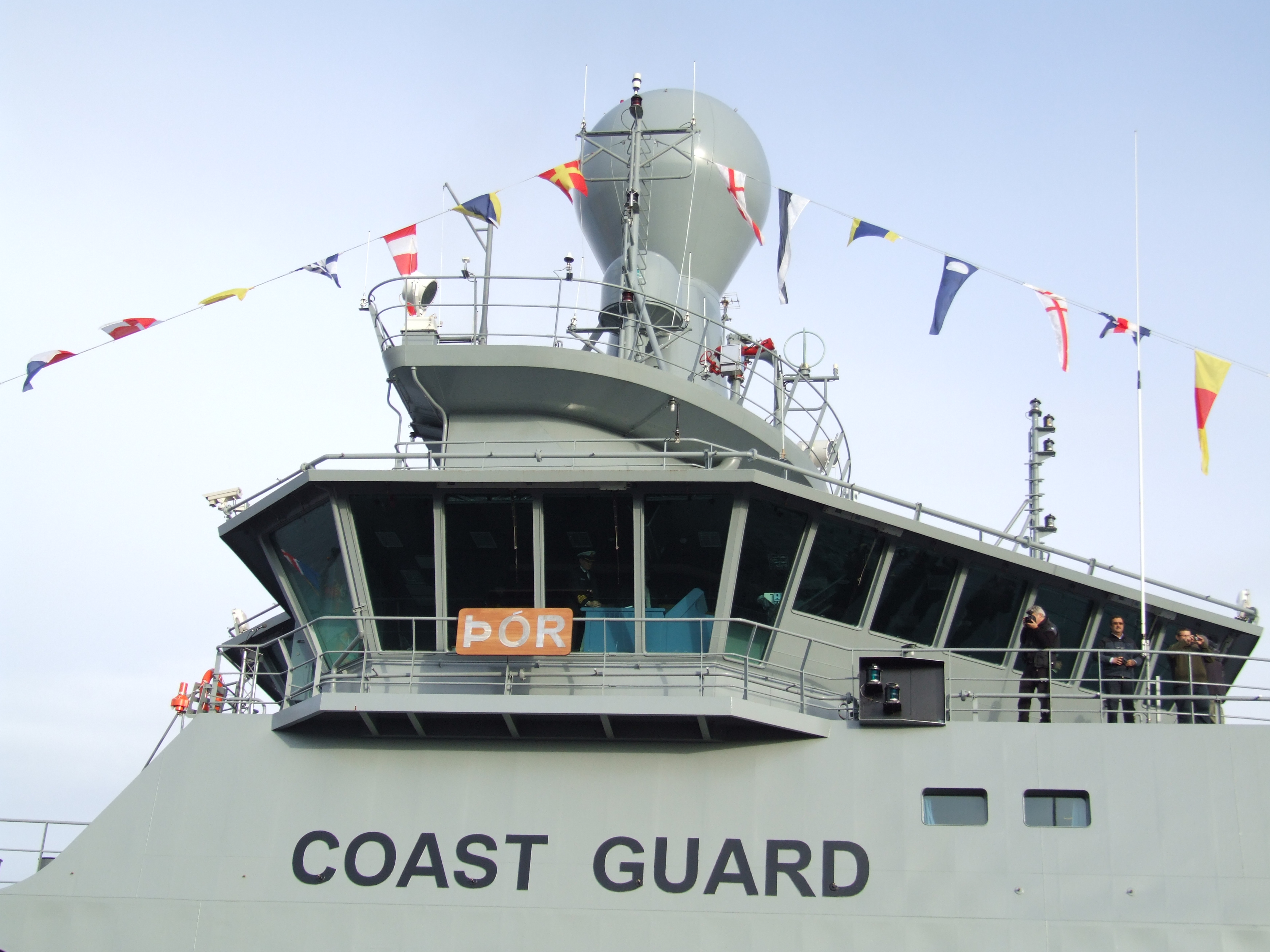
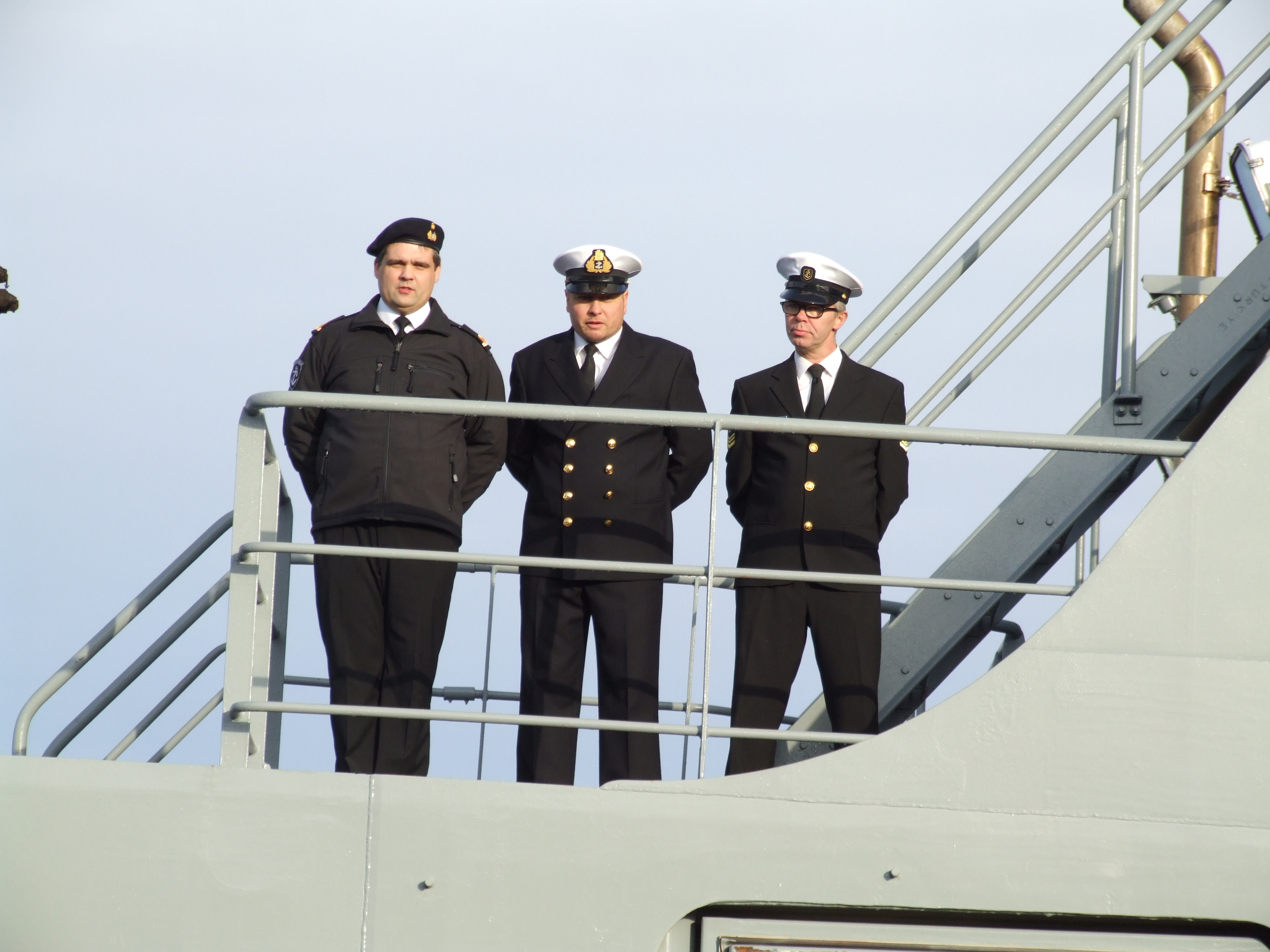
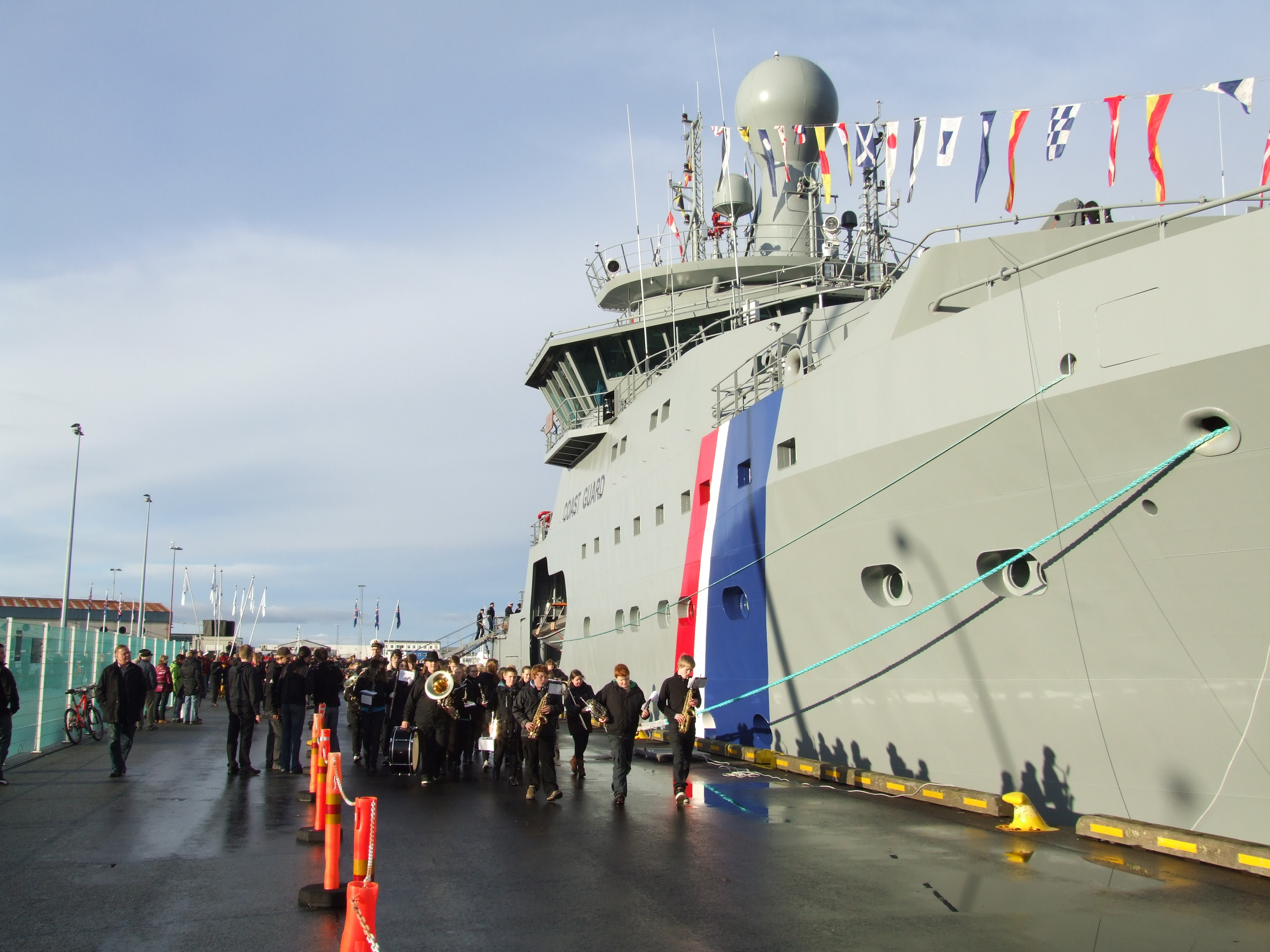

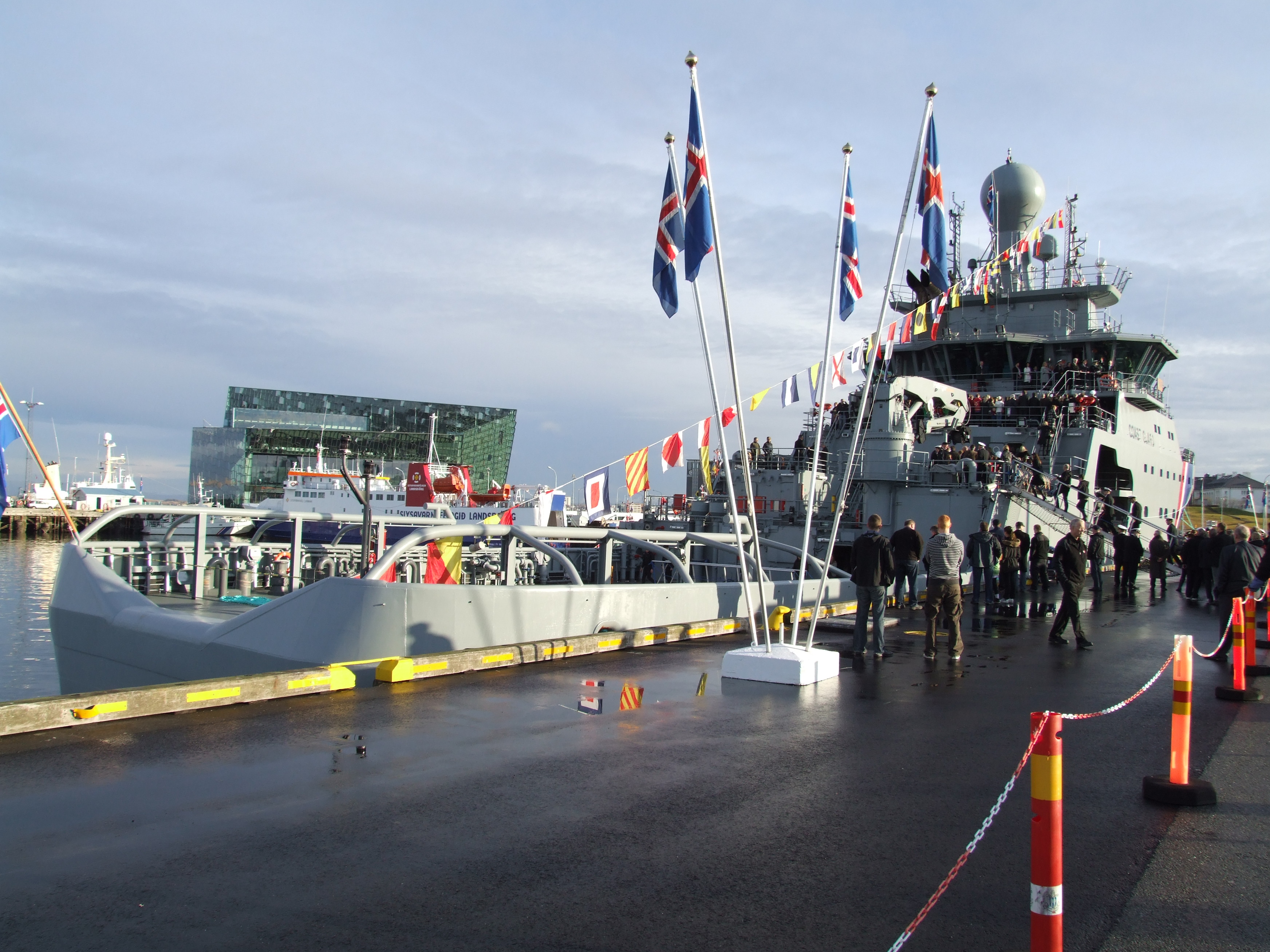
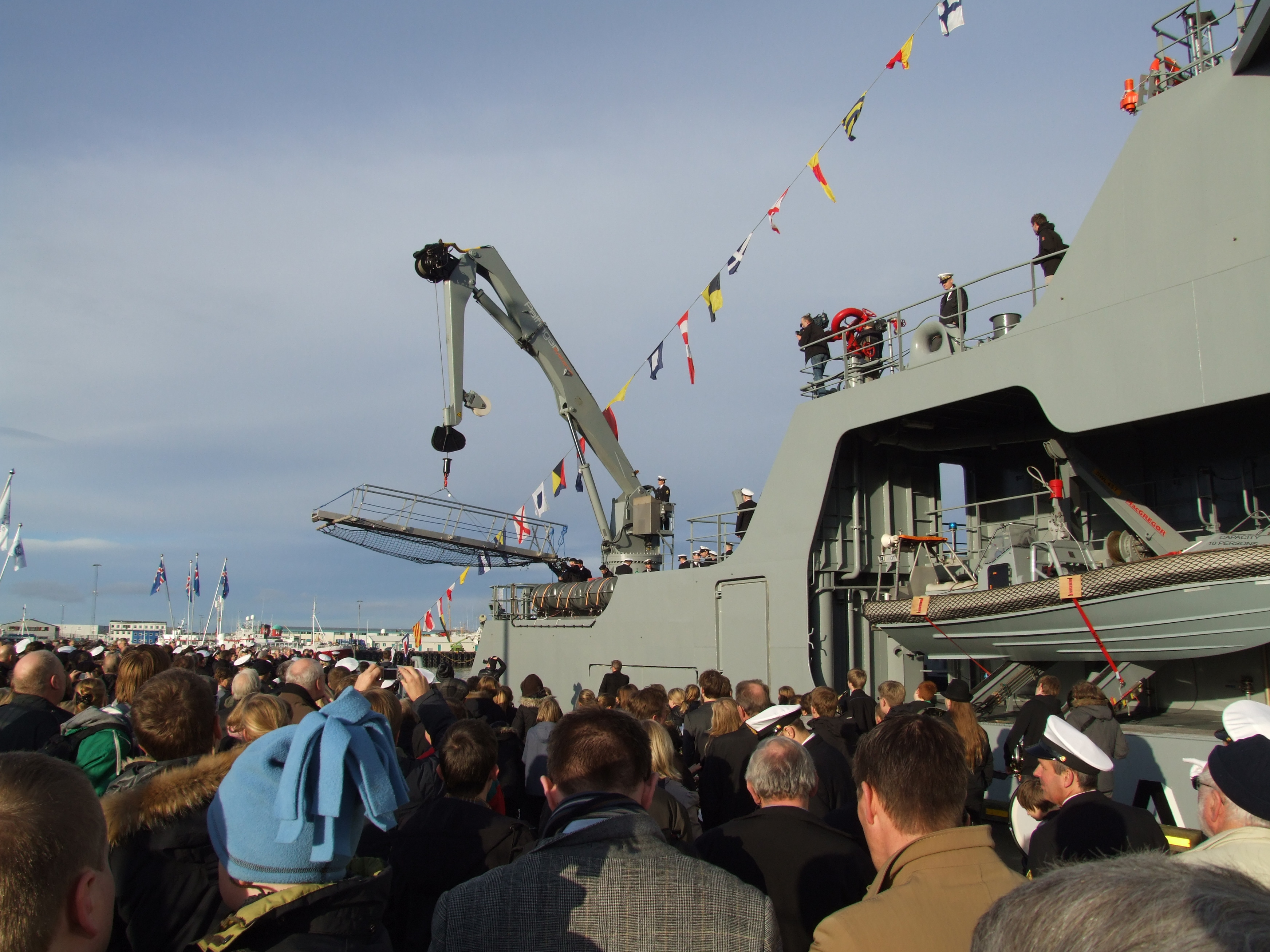
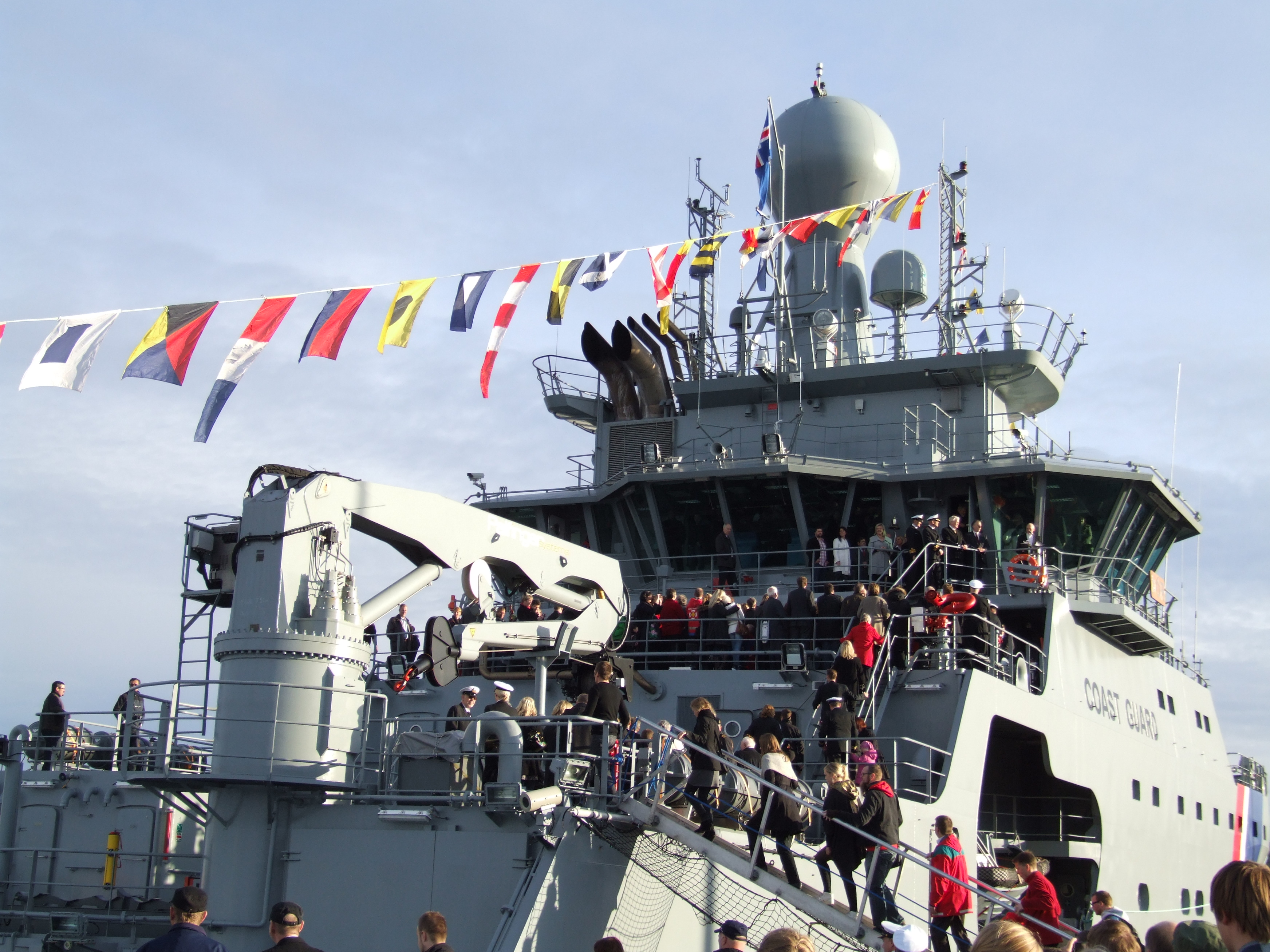
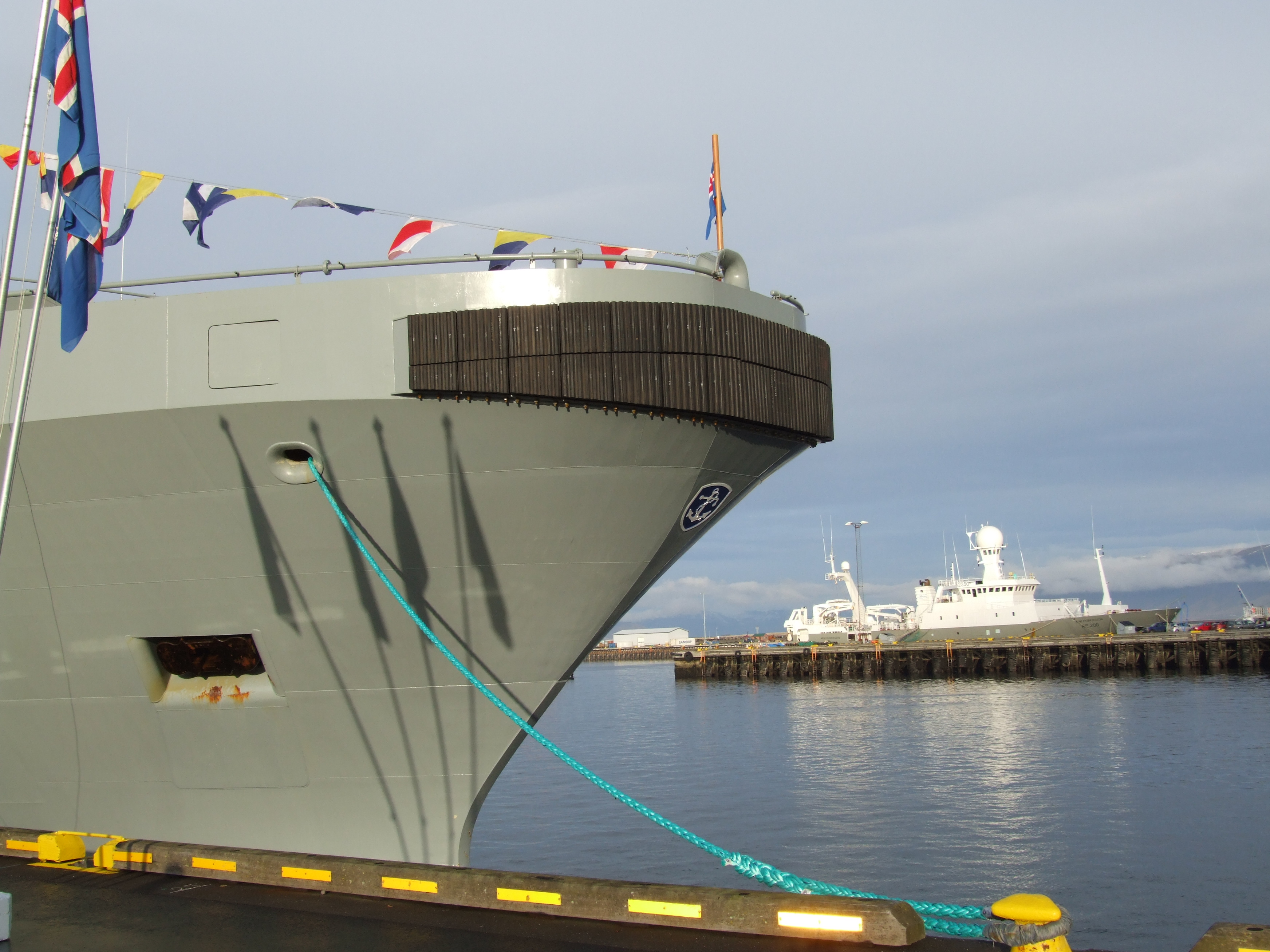